# Provigyenyijai járás

A Provigyenyijai járás a Csukcsföldön

A Provigyenyijai járás (oroszul Провиденский район, csukcs nyelven Урэлӄуйым район) Oroszország egyik járása Csukcsföldön. Székhelye Provigyenyija.

## Népesség
- 2002-ben 4 660 lakosa volt, melynek 55%-a csukcs nemzetiségű.
- 2010-ben 3 928 lakosa volt, melynek 36,7%-a csukcs, 19,1%-a eszkimó.